# Norman Wisdom
Norman Wisdom (4. februar 1915 – 4. oktober 2010) var en britisk komiker, sanger, sangskriver, skuespiller og musiker.